# Charles Froment
Pour les articles homonymes, voir Froment.
Charles Froment, né le 30 octobre 1854 à Nîmes et mort le 19 août 1928 à Paris, est un peintre français, principalement connu, sous les pseudonymes de Fertom et de Chassezac, en tant qu'illustrateur, dessinateur de presse et caricaturiste.

## Biographie
Né à Nîmes le 30 octobre 1854, Charles-Jean-Justin Froment est le fils de Jeanne-Marie Froment, née Mourgues, et de Jean-Justin Froment, commis-négociant natif des Assions. Ce village ardéchois est longé par un affluent de l'Ardèche nommé le Chassezac.
Si Froment s'est souvenu de ses racines familiales ardéchoises en signant du pseudonyme de « Chassezac » quelques caricatures publiées dans Le Triboulet, il a surtout utilisé une anagramme approximative de son patronyme : « Fertom ».
Actif dans la presse entre 1883 et 1916, Fertom a fait ses débuts dans des journaux satiriques monarchistes (La Comédie politique et Le Triboulet). Au cours des dernières années du XIXe siècle, il est devenu l'un des principaux dessinateurs de l'hebdomadaire antidreyfusard Le Pilori.
Également peintre, Froment a notamment exposé au Salon des indépendants.
Le 14 juillet 1898, Charles Froment a épousé Louise-Lidie Chizat, sœur de l'homme de lettres Émile Chizat.
Charles Froment est mort le 19 août 1928 en son domicile du no 34 de la rue Monsieur-le-Prince.

## Dessins dans la presse
Charles Froment a collaboré aux publications suivantes :
- La Comédie politique (1883)[4]
- L'Art culinaire (1884-1910)[7]
- Le Triboulet (1886-1887)[4]
- L'Autorité (1892)[8]
- Le Pilori (1894-1898)[4]
- Polichinelle (1899)[4]
- Nos Caricatures (1899)[4]
- Le Rire (1899-1900)[4]
- Le Petit Illustré amusant (1900-1905)[4]
- Le Bon vivant (1900-1901)[4]
- La Caricature (1900-1903)[4]
- Le Grelot (1900-1902)[4]
- Zig-Zag (1901)[4]
- L’Écho du 2e (1902)[4]
- La Trique (1902)[4]
- L'Actualité (1903)[4]
- La Tomate (1903)[4]
- Le Veau d'or (1904-1905)
- La Gazette de la capitale et du parlement (1904-1907)[4]
- L'Indiscret (1905)[4]
- Le Petit Panache (1905)[4]
- Miousic (1905)[4]
- Qui lit rit (1907)[4]
- Fillette (1909)[4]
- Le Charivari (1910-1916)[4]

Quelques œuvres de Charles Froment
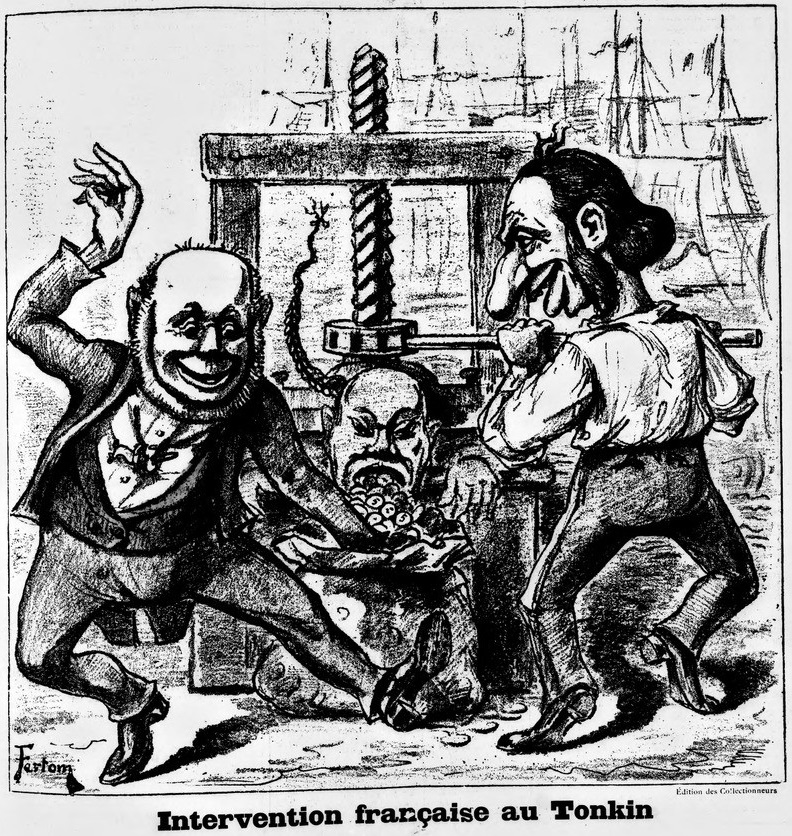
« Intervention française au Tonkin » (La Comédie politique, 27 mai 1883).
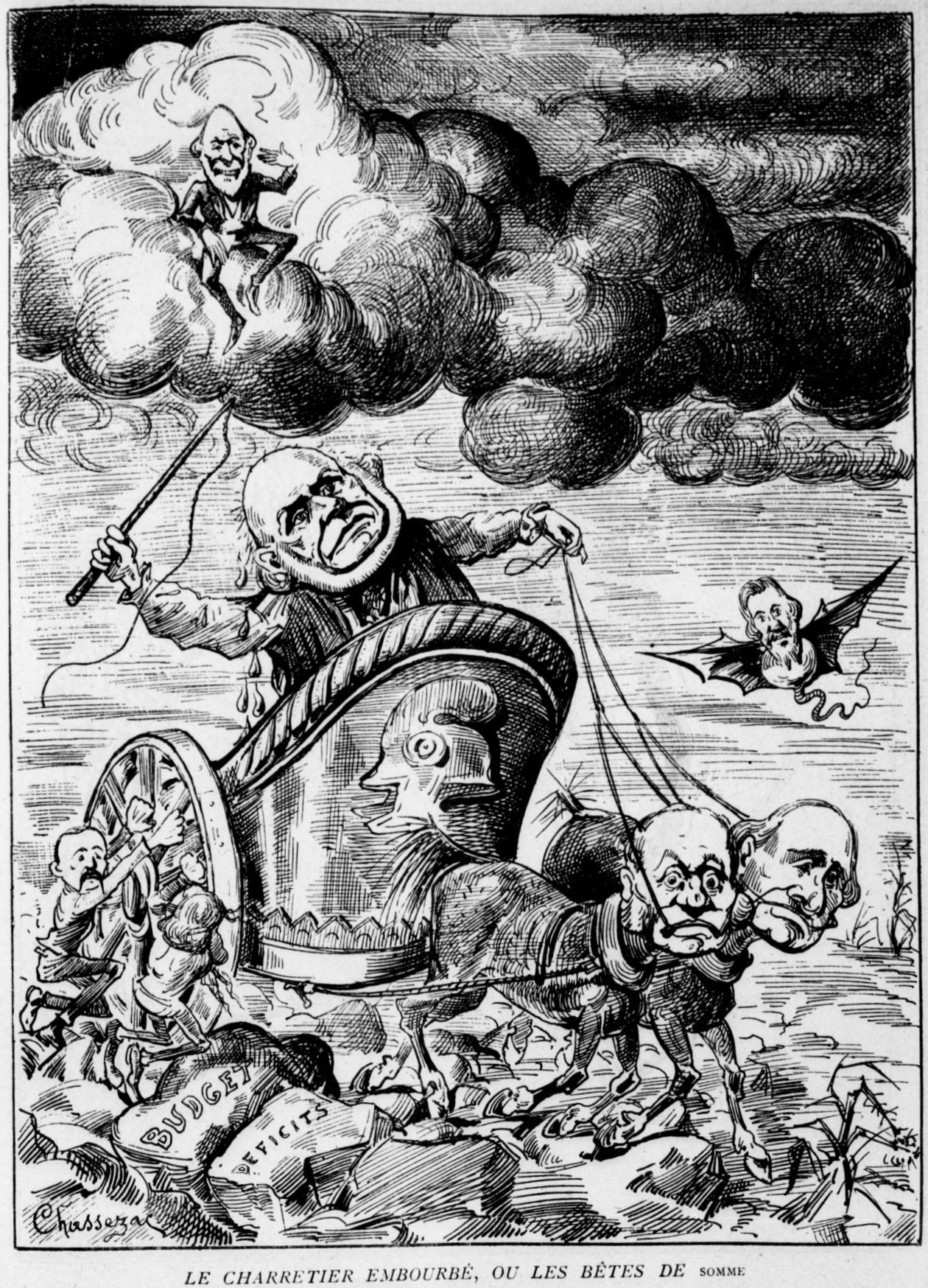
« Le charretier embourbé » (Le Triboulet, 6 février 1887).
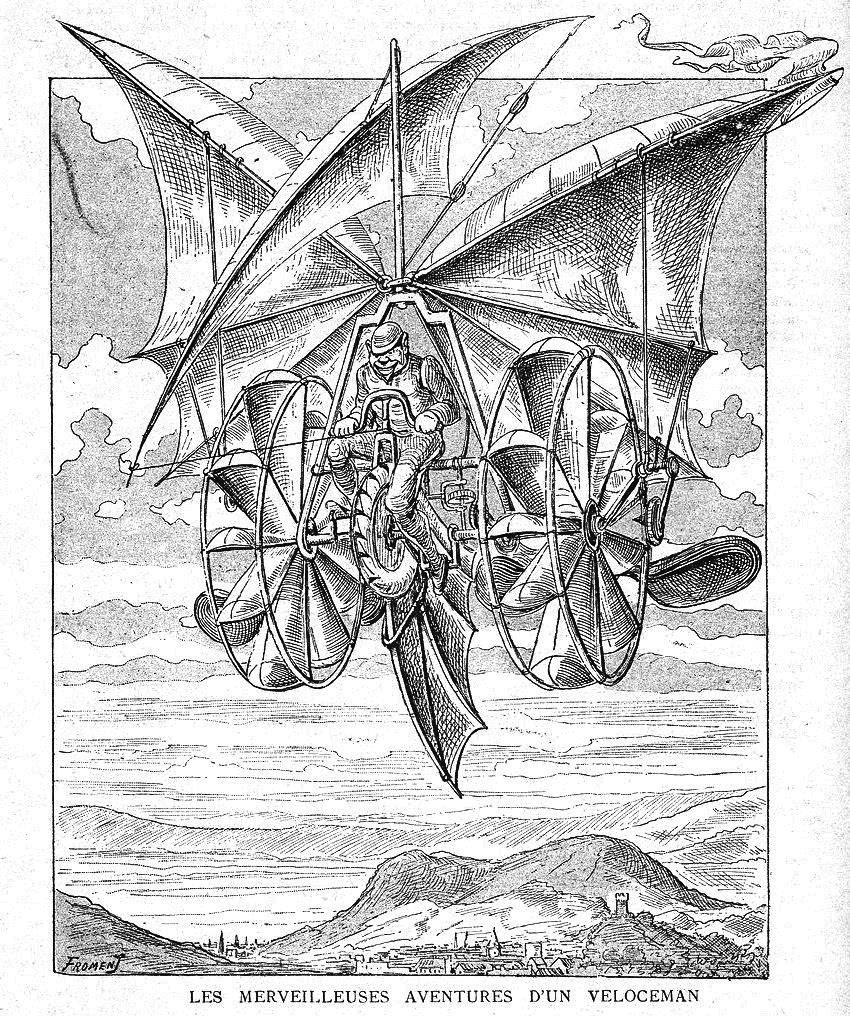
Illustration des Merveilleuses aventures d'un veloceman de Léon Pontet (1893).
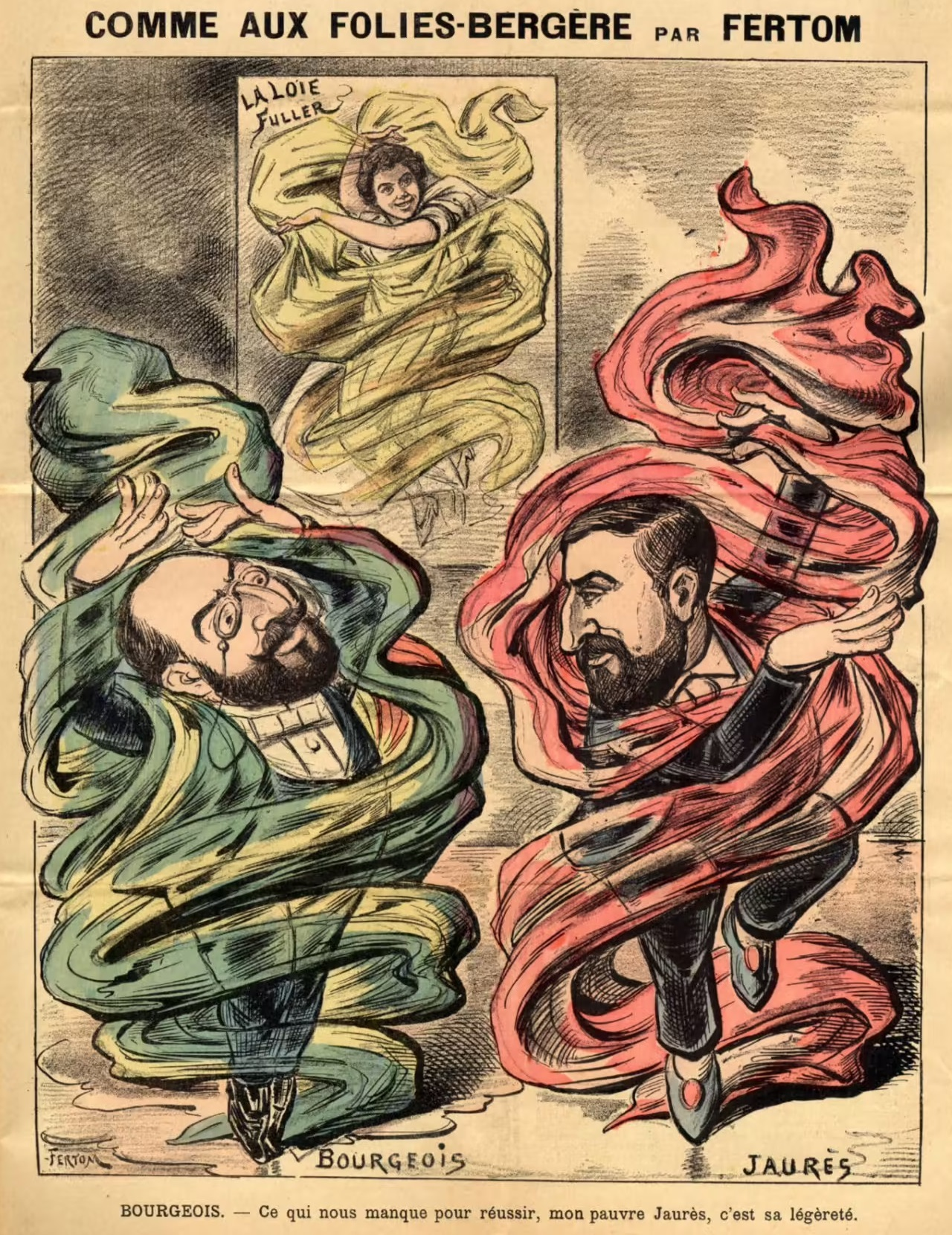
« Comme aux Folies-Bergère » (Le Pilori, 31 octobre 1897).
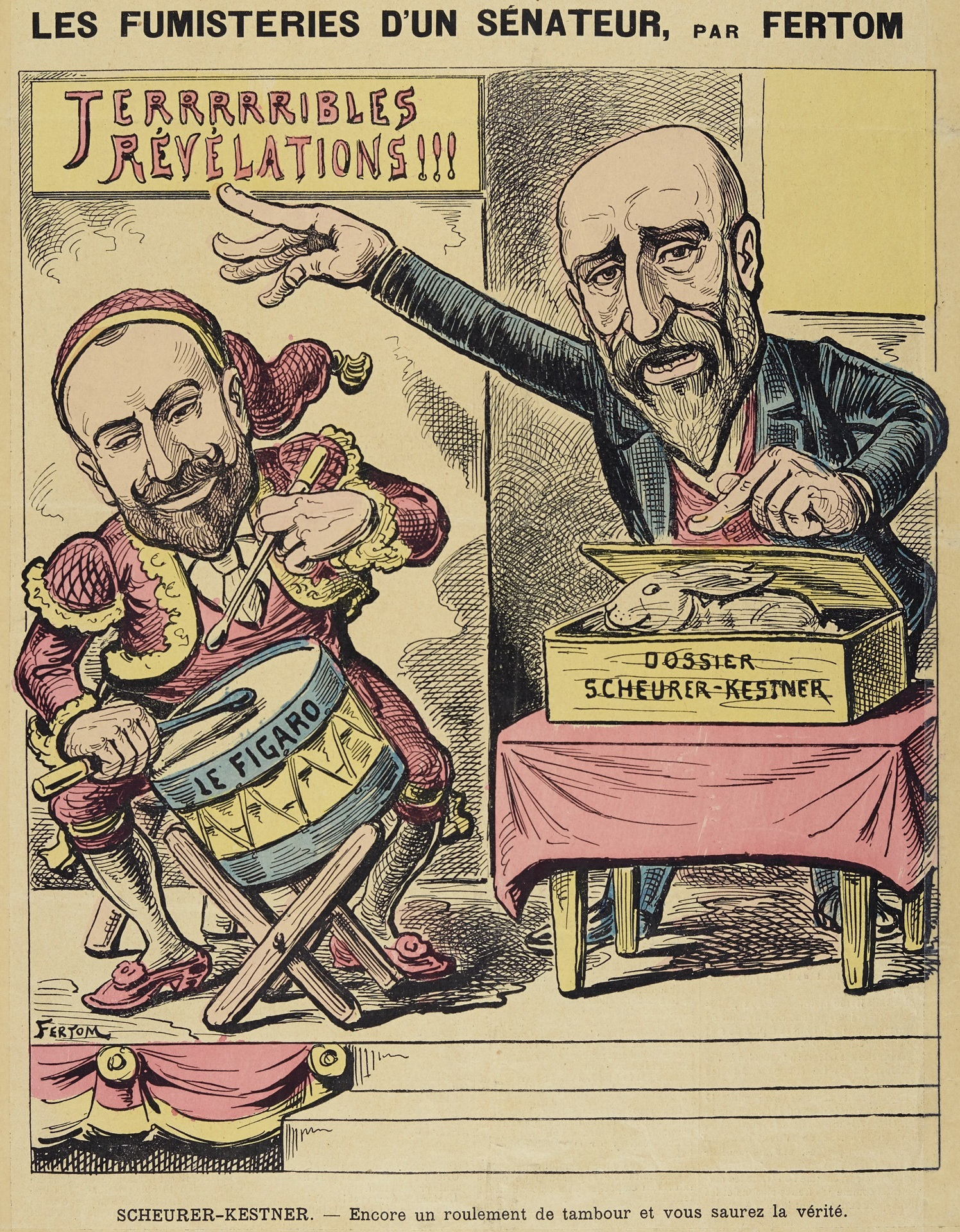
« Les fumisteries d'un sénateur » (Le Pilori, 5 décembre 1897).
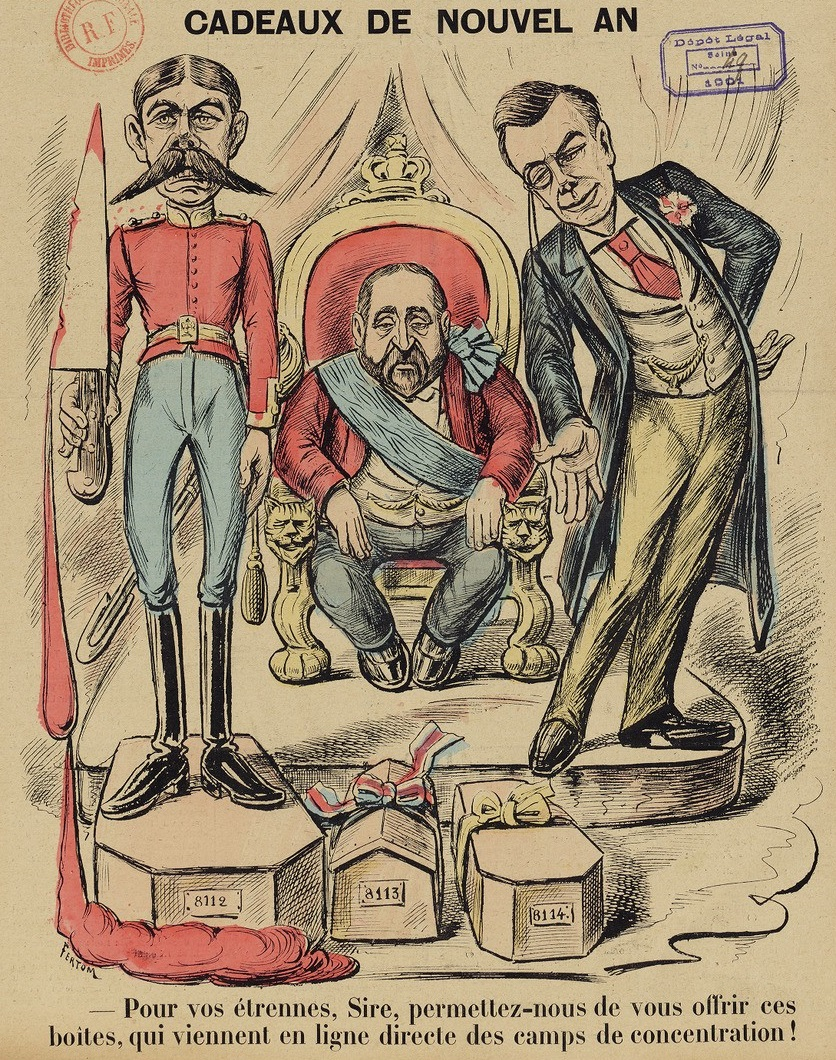
« Cadeaux de Nouvel An » (Le Grelot, 29 décembre 1901).
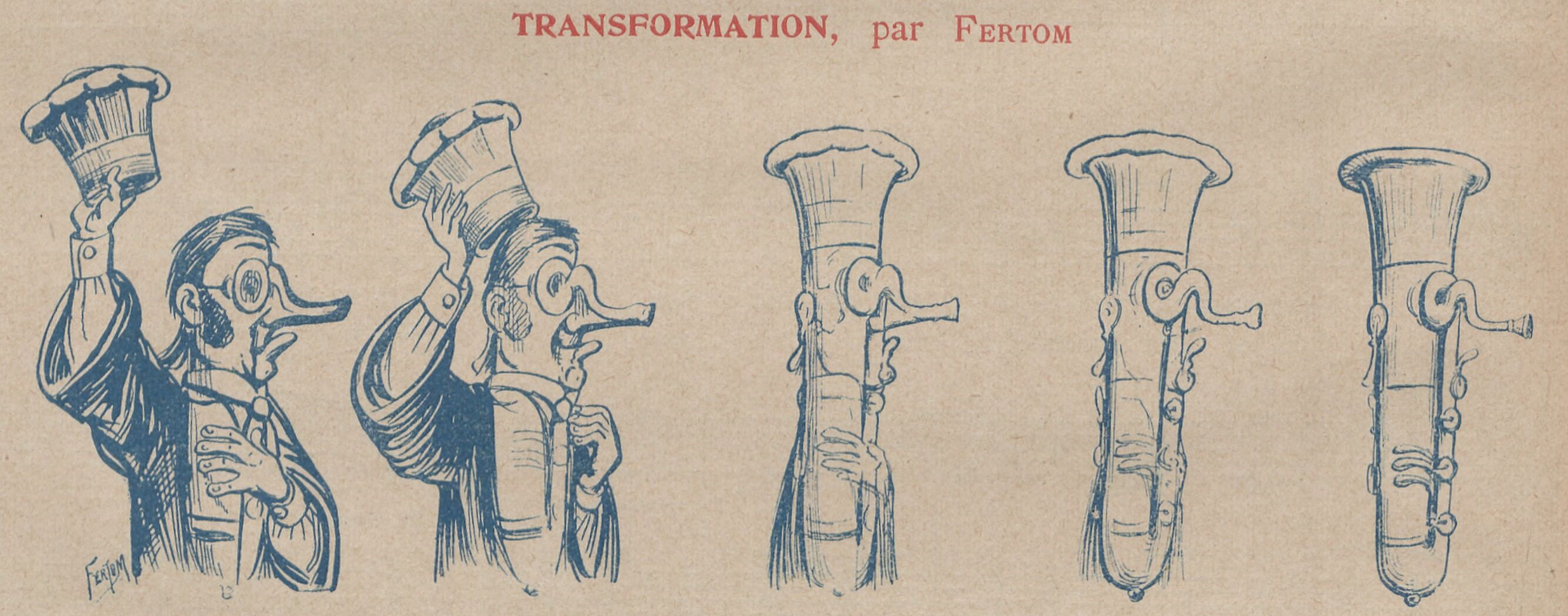
« Transformation » (Miousic, 1er janvier 1905).